# 딕 홀 (야구인)
리처드 월리스 홀(영어: Richard Wallace Hall, 1930년 9월 27일~2023년 6월 18일)은 미국의 프로 야구 선수이다. 19시즌 동안 메이저 리그 베이스볼(MLB)의 피츠버그 파이리츠, 캔자스시티 애슬레틱스, 볼티모어 오리올스, 필라델피아 필리스 등지에서 뛰었다. 프로 생활은 외야수로 시작했으나, 이후 투수로 전향했다. 1966년부터 1971년까지 네 차례 아메리칸 리그(AL) 우승을 달성하고 두 차례 월드 시리즈 우승을 차지한 볼티모어 오리올스 왕조의 일원으로 잘 알려져 있다. 6 피트 6 인치 (1.98 m)와 200 파운드 (91 kg)의 신체 조건을 갖고 있었으며, 우투우타였다. 특이한 투구폼 때문에 "터키"(영어: Turkey)라는 별명으로 불렸다.